# Nati nel 1933/Ottobre
| Questa pagina contiene informazioni ricavate automaticamente dalle voci biografiche con l'ausilio del template Bio e di un bot. L'aggiornamento è periodico e automatico e ricostruisce completamente la pagina. Se manca una persona in questa lista, sei pregato di non aggiungerla, ma accertati piuttosto che la sua voce biografica contenga il template Bio e che i dati anagrafici siano correttamente compilati. Se il template Bio manca, inseriscilo tu stesso o, in alternativa, metti l'avviso {{tmp\|Bio}} che ne segnala la mancanza. Se i dati riportati sono sbagliati, correggi direttamente la voce biografica; le modifiche saranno visibili in questa lista entro pochi giorni. Per chiarimenti vedi il progetto biografie. La lista contiene solo le 152 persone che sono citate nell'enciclopedia e per le quali è stato implementato correttamente il template Bio. Pagina aggiornata al 26 lug 2025. |

- 1º ottobre - Richard Dukeshire, allenatore di pallacanestro statunitense († 2012)
- 2 ottobre - Buck Clarke, percussionista statunitense († 1988)
- 2 ottobre - Stefano De Fiores, presbitero italiano († 2012)
- 2 ottobre - André Foucher, ciclista su strada francese († 2025)
- 2 ottobre - John Gurdon, biologo britannico
- 2 ottobre - Ernesto Melo Antunes, militare e politico portoghese († 1999)
- 2 ottobre - Phill Niblock, compositore statunitense († 2024)
- 2 ottobre - Michel Plasson, direttore d'orchestra francese
- 2 ottobre - Ronnie Ross, sassofonista e clarinettista britannico († 1991)
- 2 ottobre - Giuliano Sarti, calciatore e allenatore di calcio italiano († 2017)
- 2 ottobre - Michel Van Aerde, ciclista su strada belga († 2020)
- 2 ottobre - Waldo Von Erich, wrestler canadese († 2009)
- 3 ottobre - Neale Fraser, tennista australiano († 2024)
- 3 ottobre - Elio Grappone, allenatore di calcio e ex calciatore italiano
- 3 ottobre - Manuel Lozoya Cigarroa, scrittore messicano († 2012)
- 3 ottobre - Abdon Pamich, ex marciatore italiano
- 3 ottobre - Wolfgang M. Schmidt, matematico austriaco
- 4 ottobre - Wilf Carter, calciatore inglese († 2013)
- 4 ottobre - Celestina Milani, glottologa italiana († 2016)
- 4 ottobre - Jean Monbourquette, presbitero e psicologo canadese († 2011)
- 4 ottobre - Germán Moreno, attore, comico e personaggio televisivo filippino († 2016)
- 4 ottobre - Xiro Papas, attore e produttore cinematografico italiano († 1980)
- 4 ottobre - Latinka Perović, politica e storica serba († 2022)
- 4 ottobre - Miodrag Đurić, artista montenegrino († 2010)
- 5 ottobre - Jurij Baulin, hockeista su ghiaccio sovietico († 2008)
- 5 ottobre - Gianni Corsolini, allenatore di pallacanestro e dirigente sportivo italiano († 2021)
- 5 ottobre - Jess Lapid, attore e produttore cinematografico filippino († 1968)
- 5 ottobre - Thomas Mathiesen, sociologo norvegese († 2021)
- 5 ottobre - Enzo Matteucci, calciatore e allenatore di calcio italiano († 1992)
- 5 ottobre - Arrigo Menicocci, canottiere italiano († 1956)
- 5 ottobre - Giancarlo Rebizzi, ex calciatore italiano
- 5 ottobre - Billy Lee Riley, cantante statunitense († 2009)
- 6 ottobre - Alessandro Baratta, giurista e sociologo italiano († 2002)
- 6 ottobre - Louis Begley, scrittore statunitense
- 6 ottobre - Marian Foik, velocista polacco († 2005)
- 6 ottobre - Jim Powell, cestista statunitense († 2017)
- 7 ottobre - Valentin Borejko, canottiere sovietico († 2012)
- 7 ottobre - Gilbert Chapron, pugile francese († 2016)
- 7 ottobre - Lucia Cominato, politica italiana
- 7 ottobre - Alfiero Nena, scultore italiano († 2020)
- 7 ottobre - Iller Pattacini, compositore, arrangiatore e direttore d'orchestra italiano († 2006)
- 7 ottobre - Jonathan Penrose, scacchista britannico († 2021)
- 7 ottobre - Valentin Nikolaevič Vinogradov, regista sovietico († 2011)
- 7 ottobre - Gabriele Wittek, veggente, scrittrice e saggista tedesca († 2024)
- 8 ottobre - Kurt Linder, calciatore e allenatore di calcio tedesco († 2022)
- 9 ottobre - Alberto La Volpe, giornalista e politico italiano († 2017)
- 9 ottobre - Peter Mansfield, fisico inglese († 2017)
- 9 ottobre - David Rounds, attore statunitense († 1983)
- 10 ottobre - Leonid Bartenev, velocista sovietico († 2021)
- 10 ottobre - Jutta Langenau, nuotatrice tedesca orientale († 1982)
- 10 ottobre - Daniel Massey, attore britannico († 1998)
- 10 ottobre - Aldo Pastega, calciatore svizzero († 2021)
- 10 ottobre - Jay Sebring, imprenditore statunitense († 1969)
- 12 ottobre - Titus Buberník, calciatore cecoslovacco († 2022)
- 12 ottobre - Benito Cazora, dirigente d'azienda e politico italiano († 1999)
- 12 ottobre - Constantin Cernăianu, dirigente sportivo, allenatore di calcio e calciatore rumeno († 2015)
- 12 ottobre - Angelo Daniel, vescovo cattolico italiano
- 12 ottobre - Clayton Jacobson II, inventore statunitense († 2022)
- 12 ottobre - Yūichirō Miura, alpinista giapponese
- 12 ottobre - Marc Nerlove, economista e statistico statunitense († 2024)
- 13 ottobre - Thomas Henry Bingham, giudice britannico († 2010)
- 13 ottobre - Mario Forgione, giornalista e saggista italiano († 1999)
- 13 ottobre - Narriman Sadiq, nobile egiziana († 2005)
- 13 ottobre - Gunnar Persson, fumettista e disegnatore svedese († 2018)
- 13 ottobre - Mark Anatol'evič Zacharov, regista e sceneggiatore sovietico († 2019)
- 14 ottobre - Gabriel Aresti, scrittore e poeta spagnolo († 1975)
- 14 ottobre - Wilfried Dietrich, lottatore tedesco († 1992)
- 14 ottobre - Ronald Emblen, ballerino britannico († 2003)
- 15 ottobre - Leroy Barnes, mafioso e collaboratore di giustizia statunitense († 2012)
- 15 ottobre - Fabio Fabbri, politico e avvocato italiano († 2024)
- 15 ottobre - Hubert Hughes, politico anguillano († 2021)
- 16 ottobre - Bill Butler, montatore britannico († 2017)
- 16 ottobre - Émile Le Bigaut, ciclista su strada francese († 2002)
- 16 ottobre - Nobuyo Ōyama, doppiatrice giapponese († 2024)
- 17 ottobre - Giorgio Ambrosoli, avvocato italiano († 1979)
- 17 ottobre - William Anders, astronauta, generale e funzionario statunitense († 2024)
- 17 ottobre - Robert Barnhart, lessicografo statunitense († 2007)
- 17 ottobre - Frank Beattie, allenatore di calcio e calciatore scozzese († 2009)
- 17 ottobre - James W. Sire, scrittore e editore statunitense († 2018)
- 17 ottobre - Sœur Sourire, religiosa e cantante belga († 1985)
- 17 ottobre - Franco Vittoni, ex calciatore italiano
- 18 ottobre - Ben Bagley, produttore teatrale e produttore discografico statunitense († 1998)
- 18 ottobre - Ron Field, regista teatrale e coreografo statunitense († 1989)
- 18 ottobre - Forrest Gregg, allenatore di football americano e giocatore di football americano statunitense († 2019)
- 18 ottobre - Ludovico Scarfiotti, pilota automobilistico italiano († 1968)
- 19 ottobre - Wistin Abela, politico maltese († 2014)
- 19 ottobre - Geraldo Majella Agnelo, cardinale e arcivescovo cattolico brasiliano († 2023)
- 19 ottobre - Andrée Hermet, cestista francese († 2023)
- 19 ottobre - Robert Linderholm, astronomo statunitense († 2013)
- 19 ottobre - Giovanna Lucchi, politica italiana († 2018)
- 19 ottobre - James Martin, informatico inglese († 2013)
- 20 ottobre - Barrie Chase, ballerina e attrice statunitense
- 20 ottobre - Franco Giavara, calciatore e allenatore di calcio italiano († 1970)
- 20 ottobre - Hermann Huß, ex cestista e allenatore di pallacanestro tedesco
- 20 ottobre - Sauro Marianelli, scrittore italiano († 2025)
- 20 ottobre - Ugo Rosin, ex calciatore italiano
- 20 ottobre - Giuseppe Talamucci, pediatra italiano († 2008)
- 20 ottobre - Emilia Vătăşoiu, ex ginnasta rumena
- 21 ottobre - Giuseppe Antonio Bottaro, politico italiano († 1972)
- 21 ottobre - Georgia Brown, attrice e cantante britannica († 1992)
- 21 ottobre - Nils G. van Dijk, compositore di scacchi norvegese († 2003)
- 21 ottobre - Rich Eichhorst, ex cestista, arbitro di pallacanestro e arbitro di football americano statunitense
- 21 ottobre - Francisco Gento, calciatore e allenatore di calcio spagnolo († 2022)
- 21 ottobre - Gian Carlo Riccardi, artista, pittore e regista teatrale italiano († 2015)
- 21 ottobre - Brock Yates, giornalista, sceneggiatore e scrittore statunitense († 2016)
- 22 ottobre - Pierluigi Lavagnino, pittore italiano († 1999)
- 22 ottobre - Donald Peterson, ingegnere e astronauta statunitense († 2018)
- 22 ottobre - Helmut Senekowitsch, allenatore di calcio e calciatore austriaco († 2007)
- 23 ottobre - Italo Bortolotti, pittore e scultore italiano († 2007)
- 23 ottobre - Giorgio Di Genova, storico dell'arte italiano († 2023)
- 23 ottobre - Rolf Fritzsche, ex calciatore tedesco orientale
- 23 ottobre - Gary McFarland, compositore, arrangiatore e vibrafonista statunitense († 1971)
- 23 ottobre - Francesco Scafarelli, scacchista italiano († 2007)
- 23 ottobre - Jeffrey Titford, imprenditore e politico britannico († 2024)
- 23 ottobre - Hans Weilbächer, calciatore tedesco († 2022)
- 24 ottobre - Simon Benetton, scultore, pittore e poeta italiano († 2016)
- 24 ottobre - Bruno Cesari, scenografo italiano († 2004)
- 24 ottobre - Giancarlo Dalla Grana, dirigente sportivo italiano († 2024)
- 24 ottobre - Thomas Dunne, militare britannico († 2025)
- 24 ottobre - Gemelli Kray, mafioso britannico († 2000)
- 24 ottobre - Enzo Robutti, attore italiano († 2022)
- 24 ottobre - Norman Rush, scrittore statunitense
- 24 ottobre - Sante Zennaro, operaio italiano († 1956)
- 25 ottobre - René Brodmann, calciatore e allenatore di calcio svizzero († 2000)
- 25 ottobre - Peter Dennis, attore inglese († 2009)
- 25 ottobre - Vito Giovannelli, incisore, pittore e medaglista italiano († 2024)
- 25 ottobre - Viktor Kapitonov, ciclista su strada e dirigente sportivo sovietico († 2005)
- 25 ottobre - Eugene Gordon Lee, attore statunitense († 2005)
- 25 ottobre - Severino Lojodice, calciatore italiano († 2023)
- 25 ottobre - Martti Mansikka, ginnasta finlandese († 2024)
- 26 ottobre - Carlos Arredondo, ex calciatore argentino
- 26 ottobre - Crescencio Gutiérrez, calciatore messicano († 2025)
- 26 ottobre - Miranda Martino, cantante e attrice italiana
- 26 ottobre - Werner Prauss, calciatore tedesco († 2013)
- 26 ottobre - Raúl Sánchez, calciatore cileno († 2016)
- 27 ottobre - Giovannangelo Camporeale, archeologo e etruscologo italiano († 2017)
- 27 ottobre - Floyd Cramer, pianista statunitense († 1997)
- 27 ottobre - Joachim Ruhuna, arcivescovo cattolico burundese († 1996)
- 28 ottobre - Garrincha, calciatore brasiliano († 1983)
- 28 ottobre - Francesco Guizzi, giurista, magistrato e politico italiano († 2021)
- 28 ottobre - Paolo Marconi, architetto, storico dell'arte e restauratore italiano († 2013)
- 28 ottobre - Tore Nilsen, calciatore norvegese († 2018)
- 28 ottobre - Constand Laubscher Viljoen, politico e generale sudafricano († 2020)
- 29 ottobre - William Harrison, scrittore e sceneggiatore statunitense († 2013)
- 29 ottobre - Italo Moretti, giornalista e saggista italiano († 2020)
- 29 ottobre - Alex Wilson, calciatore scozzese († 2010)
- 30 ottobre - Jaroslava Čechová, ex cestista cecoslovacca
- 30 ottobre - Spartaco Ghini, imprenditore e dirigente sportivo italiano († 2004)
- 30 ottobre - Johanna von Koczian, attrice e cantante tedesca († 2024)
- 31 ottobre - Iemasa Kayumi, doppiatore e attore giapponese († 2014)
- 31 ottobre - Marian Kuszewski, schermidore polacco († 2012)
- 31 ottobre - Sante Ranucci, ciclista su strada italiano († 2023)